# سيليست إنغ
سيليست إنغ (بالإنجليزية: Celeste Ng)‏ (30 يوليو 1980، بيتسبرغ في الولايات المتحدة)؛ روائية أمريكية.

## روابط خارجية
- سيليست إنغ على موقع IMDb (الإنجليزية)
- سيليست إنغ على موقع ميوزك برينز (الإنجليزية)
- سيليست إنغ على موقع قاعدة بيانات الفيلم (الإنجليزية)